# Glacier du Mont-Mallet
Le glacier du Mont-Mallet est un glacier de France situé dans le massif du Mont-Blanc, sur la commune de Chamonix-Mont-Blanc.
Le glacier nait sur l'ubac du mont Mallet, de l'arête de Rochefort et des Grandes Jorasses, à environ 4 000 mètres d'altitude et s'écoule vers le nord-est en direction du glacier de Leschaux dans un cirque glaciaire de deux kilomètres de largeur dominé par des sommets atteignant les 3 500 mètres d'altitude et dont certains dépassent les 4 000 mètres. Il est entouré par le glacier des Périades à l'ouest sur l'autre versant des Périades et les glaciers de Planpincieux et des Grandes Jorasses au sud sur l'adret des Grandes Jorasses.